# Louis-Roger-Joseph de Bazelaire de Boucheporn
Louis-Roger-Joseph de Bazelaire de Boucheporn, francoski general, * 1890, † 1954.